# نيفيس هيريرو
نيفيس هيريرو (بالإسبانية: Nieves Herrero) هي كاتِبة ومقدمة تلفزيونية ومخرجة إسبانية، ولدت في 23 مارس 1957 في مدريد في إسبانيا.

## وصلات خارجية
- نيفيس هيريرو على موقع IMDb (الإنجليزية)